# Premio Tormo Negro Masfarné
El Premio Tormo Negro Masfarné es un premio literario otorgado anualmente por el Club de Lectura Las Casas Ahorcadas y patrocinado por la empresa de material eléctrico Masfarné de Cuenca. Se entrega anualmente durante la celebración del Festival Las Casas Ahorcadas. 

## Premio

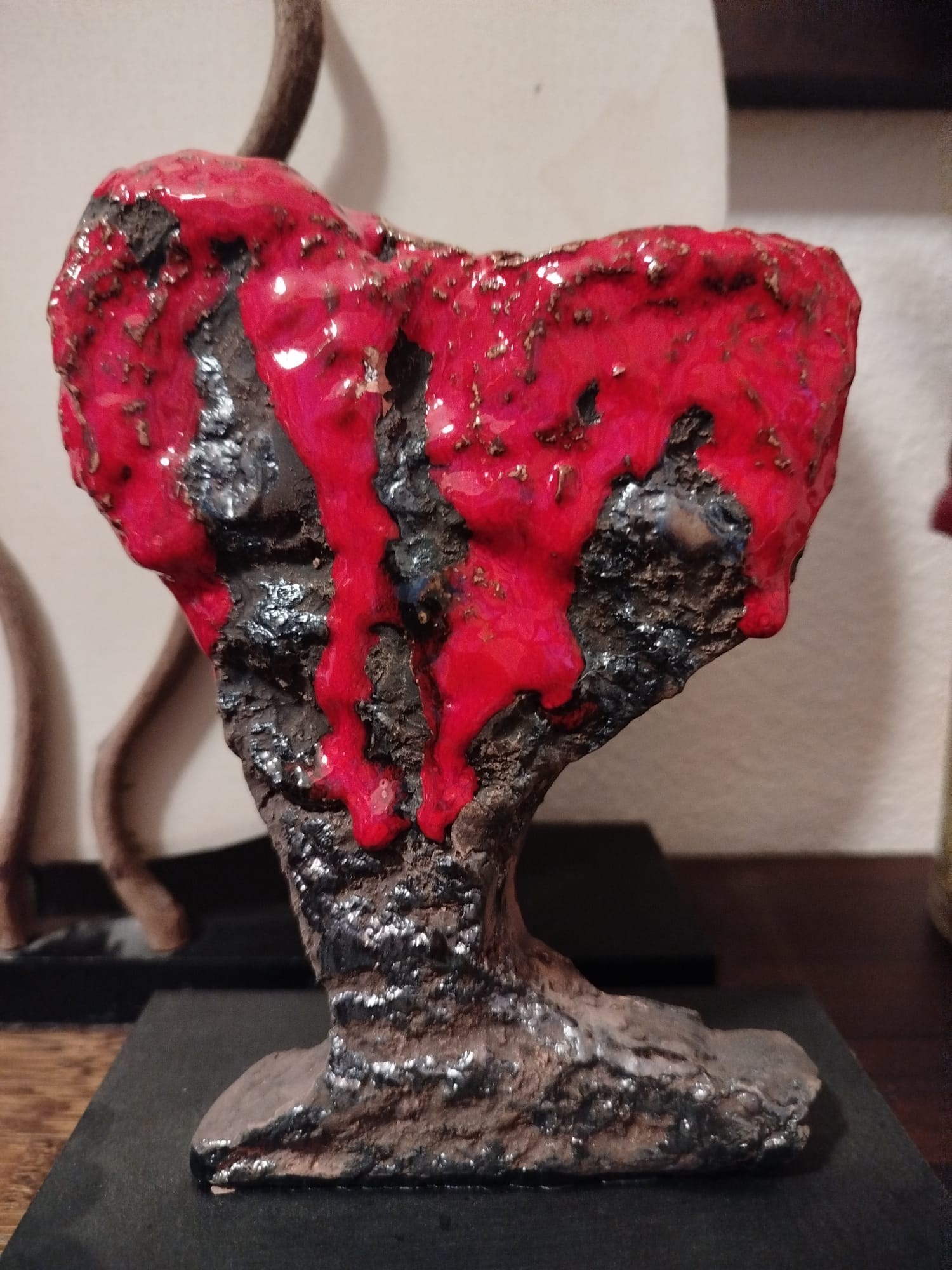
Tormo Negro.
Autor : Luis del Castillo

El premio fue creado en 2011 como una forma de reconocer y promocionar la literatura negra de calidad. Desde su primera edición, ha logrado consolidarse como uno de los premios más importantes en el ámbito de la novela negra en España, por ser un premio concedido directamente por los lectores, el jurado más exigente.    
La obra ganadora es escogida, por votación entre los miembros del club, que hacen una seleccción entre las obras leídas durante el curso. Se hace una primera ronda en la que se eligen los finalistas y, al inicio del curso siguiente, se hace la votación final, en segunda vuelta, sobre esos finalistas.  La entrega del premio se realiza durante la inauguración del Festival Las Casas Ahorcadas. Actualmente está dotado con 1.500€.

## Ganadores y Finalistas
| Año  | Ganador                       | Obra                                 | Finalistas                                                                | Obra                                                                                          |
| ---- | ----------------------------- | ------------------------------------ | ------------------------------------------------------------------------- | --------------------------------------------------------------------------------------------- |
| 2011 | Lorenzo Silva                 | La niebla y la doncella              | Jim Thompson Luis Gutiérrez Maluenda                                      | 1280 almas Música para los muertos                                                            |
| 2012 | Joe Álamo                     | Tom Z Stone                          | Willy Uribe Javier Márquez                                                | Revancha Letal como un solo de Charlie Parker                                                 |
| 2013 | Víctor del Árbol              | La tristeza del samurái              | Galgo Cabanas Joe Álamo                                                   | Cuando estás en el baile, bailas Tom Z Stone: let it be                                       |
| 2014 | Alexis Ravelo                 | La estrategia del pequinés           | Jon Arretxe David Llorente                                                | Shahmaran Te quiero porque me dás de comer                                                    |
| 2015 | Domingo Villar                | La playa de los ahogados             | Rosa Ribas Andreu Martín                                                  | Don de lenguas Prótesis                                                                       |
| 2016 | Carlos Bassas                 | Siempre pagan los mismos             | Vicente Marco David Llorente Marcos Chicot                                | Opera Magna Madrid frontera El asesinato de Pitágoras                                         |
| 2017 | Nieves Abarca Vicente Garrido | Crímenes exquisitos                  | Aro Sáinz de la Maza Pierre Lemaitre Ian Manook                           | El ángulo muerto Vestido de novia Muertos en la estepa                                        |
| 2018 | Carlos Augusto Casas          | Ya no quedan junglas adonde regresar | Pere Cervantes Antonio Soler                                              | Tres minutos de color Apóstoles y asesinos                                                    |
| 2019 | Toni Hill                     | Tigres de Cristal                    | Massimo Carlotto Paul Pen Benito Olmo                                     | La verdad del caimán El brillo de las luciérnagas La tragedia del girasol                     |
| 2020 | Bernard Minier                | Una maldita historia                 | Noelia Lorenzo Anna María Villalonga Marto Pariente                       | Corazones negros La sonrisa de Darwin La cordura del idiota                                   |
| 2021 | Aro Sáinz de La Maza          | Dócil                                | Alfonso Mateo-Sagasta Antonio Garrido Fabiano Massimi Jorge Ortega García | Ladrones de tinta El lector de cadáveres El ángel de Múnich En mis manos levanto una tormenta |
| 2022 | Claudia Piñeiro               | Catedrales                           | Ibon Martín Pere Cervantes                                                | La hora de las gaviotas El chico de las bobinas                                               |
| 2023 | Arantza Portabales            | Sobreviviendo                        | César Pérez Gellida Alberto Val                                           | La suerte del enano La perra                                                                  |
| 2024 | Jota Linares                  | El último verano antes de todo       | Victoria González J.K. Franko                                             | Buenos tiempos Ojo por Ojo                                                                    |